# Brooklyn Celtic
Brooklyn Celtic foi uma agremiação esportiva da cidade de Nova Iorque, Nova Iorque. Disputava a American Soccer League.

## História
Durante os primeiros anos a equipe jogava a New York Amateur Association Football League. Em 1911 a equipe termina em segundo dessa liga. Ficou na liga até 1920, quando encerrou suas atividades. Retorna em 1933 para disputar a American Soccer League.
Em 1936/37 conquista o título da ASL. Na temporada 1938/39 conquista a National Challenge Cup, após ter sido vice campeão três vezes.

## Títulos
Campeão Invicto
| NACIONAIS      | NACIONAIS               | NACIONAIS | NACIONAIS  |
|                | Competição              | Títulos   | Temporadas |
| -------------- | ----------------------- | --------- | ---------- |
| Estados Unidos | National Challenge Cup  | 1         | 1939       |
| Estados Unidos | American Amateur FA Cup | 1         | 1912       |
| Estados Unidos | American Soccer League  | 1         | 1936/37    |